# Oshane Bailey
Pour les articles homonymes, voir Bailey.
Oshane Andre Bailey (né le 8 septembre 1989 à Kingston) est un athlète jamaïcain, spécialiste du sprint.

## Carrière
Il remporte le championnat national sur 100 m en 2010. En étant le dernier relayeur du 4 x 100 m en séries, il devient champion du monde en raison de la victoire jamaïcaine le dernier jour des championnats à Moscou.
Son meilleur temps est de 10 s 11 obtenu à Miramar en 2010.